# Йоганн Вайс (футболіст)
Йоганн Вайс (нім. Johann Weiß) — австрійський футболіст, що грав на позиції крайнього нападника. Відомий виступами у складі клубу «Флорідсдорфер». Чемпіон Австрії у складі клубу «Адміра» (Відень).

## Клубна кар'єра
З 1931 і по 1936 рік виступав у складі клубу «Флорідсдорфер». Грав переважно на позиції правого крайнього нападника. Найвищим результатом у чемпіонаті, якого досягла команда в цей час було 7 місце у 1934 і 1935 роках. У кубку Австрії у складі «Флорідсдорфера» був півфіналістом у 1933 році, поступившись «Аустрії» (1:4) і у 1934 році, коли на шляху до фіналу стала «Адміра» (0:1).
У 1934 році клуб виграв кваліфікаційний турнір до кубка Мітропи, обігравши клуби «Вінер АК» (1:0) і «Відень» (0:0, 2:1). У самому турнірі для провідних клубів Центральної Європи «Флорідсдорфер» зустрівся з сильним угорським «Ференцварошем». Уже у першому матчі в Будапешті фаворит упевнено здобув перемогу з рахунком 8:0. У матчі-відповіді австрійці певний час вели в рахунку, але все ж також поступилися з рахунком 1:2.
У сезоні 1936/37 виступав у команді «Адміра» (Відень). Став у складі команди чемпіоном Австрії, хоча й не був гравцем основного складу, зігравши лише 4 матчі у чемпіонаті і 1 у кубку. Наступного сезону грав ще менше — лише 1 матч у чемпіонаті (і 1 гол), а також одна гра у півфіналі кубка Австрії проти команди «Вінер Шпорт-Клуб» (1:3).

## Досягнення
- Чемпіон Австрії (1): 1937

## Статистика

### Статистика в чемпіонаті
| Сезон   | Клуб          | Матчі | Голи | Місце |
| ------- | ------------- | ----- | ---- | ----- |
| 1931/32 | Флорідсдорфер | 11    | 4    | 11    |
| 1932/33 | Флорідсдорфер | 14    | 0    | 10    |
| 1933/34 | Флорідсдорфер | 20    | 7    | 7     |
| 1934/35 | Флорідсдорфер | 21    | 4    | 7     |
| 1935/36 | Флорідсдорфер | 6     | 0    | 9     |
| 1936/37 | Адміра        | 4     | 0    | 1     |
| 1937/38 | Адміра        | 1     | 1    | 6     |

### Статистика виступів у кубку Мітропи
| №                      | Розіграш               | Стадія                 | Дата та місце проведення | Команда 1              | Рахунок | Команда 2     | Голи |
| ---------------------- | ---------------------- | ---------------------- | ------------------------ | ---------------------- | ------- | ------------- | ---- |
| 1                      | 1934                   | 1/8                    | 17.06.1934 Будапешт      | Ференцварош            | 8:0     | Флорідсдорфер |      |
| 2                      | 1934                   | 1/8                    | 23.06.1934 Відень        | Флорідсдорфер          | 1:2     | Ференцварош   |      |
| Всього у кубку Мітропи | Всього у кубку Мітропи | Всього у кубку Мітропи | Всього у кубку Мітропи   | Всього у кубку Мітропи | 2       |               | 0    |